# Malanville
Malanville es una comuna beninesa perteneciente al departamento de Alibori.
En 2013 tiene 168 641 habitantes, de los cuales 64 639 viven en el arrondissement de Malanville.
Se ubica sobre la carretera RNIE2, unos 100 km al norte de Kandi. El territorio de la comuna se ubica en la esquina noroccidental del país y es fronterizo tanto con Níger como con Nigeria. La localidad se halla en la frontera con Níger marcada por el río homónimo, junto a la ciudad nigerina de Gaya.

## Subdivisiones
Comprende los siguientes arrondissements:
- Malanville
- Guéné
- Garou
- Madékali
- Toumboutou